# Sophie D. Coe
Sophie Dobzhansky Coe (7 de julio de 1933 - 25 de mayo de 1994) fue una antropóloga, historiadora de alimentos y autora que estudió la historia del chocolate.

## Biografía

### Primeros años y educación
Su madre es Natalia Sivertzeva y su padre Theodosius Dobzhansky, genetista y biólogo evolutivo, quienes emigraron a los Estados Unidos desde la Unión Soviética en 1927. Sophie, su única hija, nació en Pasadena, California, en 1933, y la familia se mudó a Nueva York en 1940, cuando tenía siete años. A finales de la década de 1940 y principios de la de 1950, Dobzhansky pasaba los veranos como asistente en el Laboratorio Cold Spring Harbor, donde se decía que Barbara McClintock, la citogenetista ganadora del Premio Nobel, valoraba la delicadeza con la que Dobzhansky cuidaba sus plantas experimentales.
Dobzhansky se graduó en 1955 en el Radcliffe College con una especialización en antropología, además de dominar el ruso y el portugués, era conocida por tener una tarántula en botella como mascota. Se casó poco antes de graduarse y recibió su Ph.D. en antropología de Harvard en 1964.

### Carrera
Coe tradujo capítulos seleccionados de La escritura de los indios mayas (1967) de Yuri Knorozov. Knorosov basó sus estudios en el alfabeto fonético de Diego de Landa y se le atribuye haber descifrado la escritura maya. La traducción de Coe jugó un papel importante en la legitimación de sus teorías, previamente ridiculizadas. También estudió la cocina nativa del Nuevo Mundo y escribió una serie de ensayos académicos para Petits Propos Culinaires (PPC). Su investigación en esta área culminó en America's First Cuisines (1994). Este trabajo contenía una cantidad sustancial de material sobre el chocolate, que decidió ampliar para su próximo libro, The True History of Chocolate (1996). Enfermó gravemente durante su investigación y redacción, falleciendo en 1994 por cáncer. El libro se publicó póstumamente en 1996, habiendo sido completado por su viudo, Michael D. Coe.
Sophie D. Coe reunió una extensa colección de libros sobre historia culinaria, casi 1000 volúmenes de todo el mundo que datan del siglo XVIII en adelante, así como un grupo de libros de cocina manuscritos. Donó su colección de libros de cocina comunitarios a la Biblioteca Schlesinger antes de su fallecimiento, y luego, su esposo le dio a la biblioteca el resto de su colección.
Michael Coe, con la ayuda de sus amigos Alan Davidson y Harlan Walker, creó el Premio Sophie Coe, un fondo de caridad con sede en el Reino Unido. El premio se otorga anualmente en el Oxford Symposium on Food & Cookery (al cual Coe asistía todos los años) a un ensayo o capítulo de libro destacado y original sobre la historia de la alimentación.

### Vida personal
El 5 de junio de 1955, el verano de su graduación universitaria y el día antes de su examen final de historia bizantina, Dobzhansky se casó con Michael D. Coe en una ceremonia ortodoxa rusa en la ciudad de Nueva York. Coe fue profesor en Yale, arqueólogo y antropólogo conocido por su trabajo sobre la civilización maya y mesoamericana precolombina. Viajaron y trabajaron juntos extensamente. En 1969, compraron Skyline Farm, en Heath, Massachusetts, donde Sophie perfeccionó sus habilidades en la cocina y la jardinería. Tuvieron cinco hijos: Nicholas, Andrew, Sarah, Peter y Natalie. Sophie Coe murió de cáncer en 1994.

## Publicaciones

### Libros
- 1994: America's First Cuisines (1994), ISBN 02-92-71155-7 (tapa dura); ISBN 02-92-71159-X (tapa blanda)
- 1996: The True History of Chocolate (1996; 2003; 2013), Thames and Hudson, New York. ISBN 05-00-29068-7 ISBN  (tapa blanda), ISBN 978-0-500-29068-2 (tapa dura)

### Artículos
- 1957, con Michael D. Coe: "Review of Diego de Landa: Soobshchenie o delakh v lsukatani, 1566, by Y. V. Knorosov". American Antiquity 23 (2): 207–208.
- 1958: (trad. de Knorosov, Yuri V. 1958) "The Problem of the study of the Maya Hieroglyphic writing." American Antiquity. 23: 248-291.
- 1982: "On Kulich." Petits Propos Culinaires (PPC). 12: 19
- 1984: "Soviet Cook Books." Petits Propos Culinaires (PPC) 16 de marzo. págs. 13–27.
- 1985: "Aztec Cuisine Part I." Petits Propos Culinaires (PPC) 19 de marzo. págs. 11–22.
- 1985: "Aztec Cuisine Part II." Petits Propos Culinaires (PPC) 20 de julio. págs.  44–59.
- 1985: "Aztec Cuisine Part III." Petits Propos Culinaires (PPC) 21 de noviembre. págs.  45–56.
- 1988: "Eating Guinea Pigs in Italy. (Notes and Queries)" Petits Propos Culinaires (PPC) 28 de abril. págs.  63.
- 1988: "Inca Food: Animal and Mineral." Petits Propos Culinaires (PPC) 29 de julio. págs. 7–17.
- 1989: "Inca Food: Vegetable." Petits Propos Culinaires (PPC) 31 de marzo. págs. 29–38.
- 1991: "Peru: The Inca and the Spaniards." Petits Propos Culinaires (PPC) 37 de mayo. págs.  27–39.